# Victims
Victims är ett svenskt hardcoreband.
Victims är ett av de stora hardcorebanden med crustinfluenser i Sverige tillsammans med band som Skitsystem och Wolfbrigade.
Victims har turnerat flitigt både i Europa och i USA och ligger på Havoc Records i USA.
I början på 2008 släpptes albumet Killer och de gav sig även ut på turné i både Finland och Sverige tillsammans med Raging Speedhorn. 
Efter att ha släppt två 7":or varav en på Deathwish Inc. så gav man sig ut på turné med Municipal Waste i Europa.
2011 kom albumet A Dissident som släpptes på Deathwish Inc. tillsammans med La Familia records i Europa.

## Medlemmar
- Jon gitarr (även Outlast, Sayyadina, Acursed, ex-Nasum)
- Andy trummor
- Johan sång/bas
- Gareth Smith gitarr (ex-Raging Speedhorn)

## Tidigare medlemmar
- Andy

## Diskografi
- Harder Than It Was Meant To Be 7" (1999)
- Victims / Acursed split 7" (1999)
- Neverendinglasting LP/CD (2001)
- Victims / From Ashes Rise split LP/CD (2003)
- ..In Blood LP/CD (2004)
- Divide & Conquer LP/CD (2006)
- Killer LP/CD (2008)
- Lies Lies Lies 7" (2009)
- Victims / Kylesa split 7" (2009)
- A Dissident LP/CD (2011)
- Sirens (2016)
- The Horse & Sparrow Theory (2019)[1]